# 걸림돌
스칸달론(코이네 그리스어: skándalon, 스토롱 코드 4625)은 '덫' 혹은 '걸림돌'을 의미한다. 성서에서 "스칸달론"은 비유적으로 사용되며 사람들이 죄를 짓게 만드는 것, 또는 예수에 대한 믿음을 잃게 만드는 것을 의미한다.
1. 덫막대:[2] 미끼가 달린 덫을 연 상태로 놓도록 해주는 막대기이며 동물이 그것을 만지면 꾸껑문을 풀어 먹이가 잡히도록 해준다. 이 단어는 비유적으로 누군가를 유혹하여 나쁜 일을 하게 하는 자를 가리키며 이는 그 피해자에게 해를 끼치거나 스스로를 멸망에 이르게끔 만든다. 예를 들어, 베드로가 그리스도에게 십자가형을 거부하도록 유혹했던 경우가 있다.[3] 다른 사람이 죄를 짓도록 하면 그 자와 하나님과의 연결이 위태로워지고 잠재적으로 그들의 영혼의 파괴를 부추기는 것이다.[4] 피해자가 대죄에 빠지면 그 추악한 행위도 마찬가지로 대죄로 간주된다.[5]
2. 걸림돌이나 인계철선: 누군가를 걸려 넘어지게 만드는 모든 것. 이는 비유적으로 “누군가가가 가진 예수에 대한 믿음을 잃게 만드는 것”을 의미한다.[6]

## 번역

### 명사
명사로서 "스칸달론"은 "사람들을 죄로 이끄는 유혹" 또는 "사람들이 그들의 믿음을 잃도록 만드는 걸림돌"을 의미한다.
따라서 마태복음 18장 7절은 "죄를 유혹하는 세상에 화가 있도다!"로, 또는 "사람들이 믿음을 잃게 만드는 것들이 있다는 것은 세상에 얼마나 끔찍한 일인가!"로 번역된다.

### 동사
동사 skandalizō (스토롱 코드 4624)는 '죄로 이끌다' 또는 '믿음에서 떨어지게 하다'를 의미한다.
그러므로 마태복음 18장 6절은 "이 작은 자들을 실족하게 하면" 또는 "나를 믿는 이 소자 중 하나를 실족하게 하면"으로 번역된다.